# Elecciones municipales de Perú de 1983
Las elecciones municipales de Perú de 1983 se llevaron a cabo el domingo 13 de noviembre de 1983 en todo el Perú, para elegir a los alcaldes provinciales y distritales para el período 1984-1986. Fueron convocadas por el presidente Fernando Belaúnde Terry a través de la Ley N° 23671 (8 de septiembre de 1983).
El contexto electoral de 1983 estuvo marcado por una crisis económica galopante, el desastre del fenómeno de El Niño en el norte y una prolongada y devastadora sequía en el sur: ese año fue denominado como «el peor año desde la guerra del Pacífico». El gobierno belaundista estaba sumido en el desprestigio y el desgaste político, situación que fue aprovechada por la oposición: el Partido Aprista Peruano se presentó como la principal fuerza política opuesta al régimen, mientras que Izquierda Unida planteó estos comicios como un plebiscito contra las políticas liberales del gobierno.
Los comicios también estuvieron marcados por el recrudecimiento de la violencia terrorista de Sendero Luminoso, que llamó a boicotear el proceso electoral municipal y a viciar el voto, realizando atentados contra todos los partidos políticos. El Jurado Nacional de Elecciones se vio obligado a suspender el proceso electoral en las provincias de Víctor Fajardo, Cangallo y Huanta debido a la violencia. Al mismo tiempo, ante el temor de una victoria izquierdista y en una especie de «macartismo» electoral, la campaña estuvo marcada por los intentos de asociar a Izquierda Unida con los terroristas.
La jornada electoral del 13 de noviembre de 1983 se caracterizó por una masiva concurrencia de la población a las urnas, a pesar de las dificultades. De hecho, hubo largas filas en los colegios electorales debido a la demora en la distribución de las cédulas de votación y la no instalación de varias mesas de sufragio. En Huamanga, a pesar del paro regional convocado por los senderistas, la población acudió a las urnas. Aunque en términos generales hubo un aumento aparente del ausentismo, este hecho se atribuyó en cierta medida a que el padrón electoral peruano databa de 1963.
En términos generales, el Partido Aprista Peruano se impuso como la primera fuerza política nacional, con alrededor de un tercio de la votación y el control de casi la mitad de los concejos provinciales de la República. Sin embargo, este logro se vio opacado por el triunfo político más importante de la jornada: Izquierda Unida obtuvo la victoria en Lima y convirtió a Alfonso Barrantes en el primer alcalde marxista de Latinoamérica; la izquierda peruana no volvería a ganar en la capital hasta más de un cuarto de siglo después.
Acción Popular sufrió un declive significativo, reduciendo el número de concejos provinciales obtenidos en 1980 a un tercio, principalmente debido al trasvase de votos al Partido Aprista Peruano. El aprismo se hizo con el control de la mayoría de capitales departamentales que estaban en manos de Acción Popular e incluso arrebató Arequipa a la izquierda. Por su parte, además de la victoria histórica en Lima, Izquierda Unida revalidó su triunfo en Puno y ganó las elecciones en Cusco, fortaleciendo su presencia en importantes plazas electorales. El Partido Popular Cristiano, aunque incrementó su caudal electoral en comparación con las elecciones anteriores, solo consiguió ganar en dos concejos provinciales.
Una vez más, estos cuatro partidos políticos dominaron prácticamente todos los concejos provinciales de la República. El Frente Nacional de Trabajadores y Campesinos perdió varios concejos provinciales y el Partido de Integración Nacional obtuvo una significativa victoria en Huamanga con el apoyo de la izquierda. Las provincias de Mariscal Luzuriaga, Huaral, Tambopata y Manu fueron ganadas por movimientos independientes.

## Sistema electoral
Las municipalidades provinciales y distritales constituyen el órgano administrativo y de gobierno de las provincias y los distritos del Perú. Están compuestas por el alcalde y el concejo municipal (provincial y distrital). La votación se realiza en base al sufragio universal, que comprende a todos los ciudadanos nacionales mayores de dieciocho años, empadronados y residentes en la provincia o el distrito y en pleno goce de sus derechos políticos, así como a los ciudadanos no nacionales residentes y empadronados en la provincia o el distrito.
Los concejos municipales están compuestos por entre 5 y 14 regidores (excepto el de la provincia de Lima, compuesto por 39 regidores) elegidos por sufragio directo para un período de tres (3) años. La votación es por lista cerrada y bloqueada. Se asigna a la lista ganadora los escaños según el método d'Hondt o la mitad más uno, lo que más le favorezca. Es elegido como alcalde el candidato que ocupe el primer lugar de la lista que haya obtenido la más alta votación.

## Partidos y líderes
A continuación se muestra una lista de los principales partidos y alianzas electorales que participaron en las elecciones:
| Candidatura | Candidatura | Partidos y alianzas | Líder                      | Líder                      | Ideología                                                  | Resultado previo | Resultado previo |
| Candidatura | Candidatura | Partidos y alianzas | Líder                      | Líder                      | Ideología                                                  | Votos (%)        | Prov.            |
| ----------- | ----------- | --- | -------------------------- | -------------------------- | ---------------------------------------------------------- | ---------------- | ---------------- |
|             | AP          | Lista - Acción Popular (AP) |                            | Fernando Belaúnde Terry    | Humanismo Nacionalismo cívico Reformismo                   | 35.86%           | 103              |
|             | IU          | Lista - Izquierda Unida (IU) – Unión de Izquierda Revolucionaria (UNIR) – Unidad Democrático Popular (UDP) – Partido Socialista Revolucionario (PSR) – Partido Comunista Revolucionario (PCR) – Partido Comunista Peruano (PCP) – Frente Obrero Campesino Estudiantil y Popular (FOCEP) |                            | Alfonso Barrantes Lingán   | Marxismo-leninismo Socialismo democrático Comunismo        | 23.90%           | 14               |
|             | APRA        | Lista - Partido Aprista Peruano (APRA) |                            | Alan García Pérez          | Aprismo                                                    | 22.69%           | 22               |
|             | PPC         | Lista - Partido Popular Cristiano (PPC) |                            | Luis Bedoya Reyes          | Democracia cristiana Conservadurismo Liberalismo económico | 10.90%           | 0                |
|             | FNTC        | Lista - Frente Nacional de Trabajadores y Campesinos (FNTC) |                            | Roger Cáceres Velásquez    | Nacionalismo de izquierda Tahuantinsuyismo                 | 1.73%            | 5                |
|             | IND         | Lista - Independientes | Sin liderazgo centralizado | Sin liderazgo centralizado | Localismo                                                  | 4.53%            | 2                |

## Resultados

### Sumario general
| Partidos y coaliciones | Partidos y coaliciones                              | Voto popular | Voto popular | Voto popular | Alcaldías | Alcaldías |
| Partidos y coaliciones | Partidos y coaliciones                              | Votos        | %            | ±pp          | Total     | +/−       |
| ---------------------- | --------------------------------------------------- | ------------ | ------------ | ------------ | --------- | --------- |
|                        | Partido Aprista Peruano (APRA)                      | 1,306,345    | 33.06        | +10.37       | 76        | +54       |
|                        | Izquierda Unida (IU)                                | 1,147,295    | 29.03        | +5.13        | 33        | +19       |
|                        | Acción Popular (AP)                                 | 688,143      | 17.41        | –18.45       | 36        | –67       |
|                        | Partido Popular Cristiano (PPC)                     | 547,346      | 13.85        | +2.95        | 2         | +2        |
|                        | Frente Nacional de Trabajadores y Campesinos (FNTC) | 39,180       | 0.99         | –0.74        | 2         | –3        |
|                        | Movimiento de Bases Hayistas (MBH)                  | 37,009       | 0.94         | Nuevo        | 0         | ±0        |
|                        | Unión Nacional Odriísta (UNO)                       | 18,055       | 0.46         | +0.07        | 0         | –1        |
|                        | Democracia Cristiana (DC)                           | 10,929       | 0.28         | Nuevo        | 0         | ±0        |
|                        | Partido de Integración Nacional (PADIN)             | 7,885        | 0.20         | Nuevo        | 1         | +1        |
|                        | Partido Revolucionario de los Trabajadores (PRT)    | 4,079        | 0.10         | Nuevo        | 0         | ±0        |
|                        | Partido Socialista de los Trabajadores (PST)        | 2,460        | 0.06         | Nuevo        | 0         | ±0        |
|                        | Partido Socialista del Perú (PSP)                   | 1,383        | 0.03         | Nuevo        | 0         | ±0        |
|                        | Independientes                                      | 132,679      | 3.37         | n/a          | 4         | +2        |
|                        |                                                     |              |              |              |           |           |
| Total                  | Total                                               | 3,951,938    |              |              | 154       | +2        |
|                        |                                                     |              |              |              |           |           |
| Votos válidos          | Votos válidos                                       | 3,951,938    | 82.20        | –3.45        |           |           |
| Votos en blanco        | Votos en blanco                                     | 265,324      | 5.52         | –4.17        |           |           |
| Votos nulos            | Votos nulos                                         | 590,705      | 12.28        | +7.63        |           |           |
| Votos emitidos         | Votos emitidos                                      | 4,807,967    | 64.52        | –5.26        |           |           |
| Abstenciones           | Abstenciones                                        | 2,643,719    | 35.48        | +5.26        |           |           |
| Votantes registrados   | Votantes registrados                                | 7,451,686    |              |              |           |           |
|                        |                                                     |              |              |              |           |           |
| Fuente:                |                                                     |              |              |              |           |           |

### Resultados por provincia
La siguiente tabla enumera el control de las provincias donde se ubican las capitales de cada departamento, así como en aquellas con un número de electores por encima o alrededor de 32.000. El cambio de mando de una organización política se resalta del color de ese partido.
| Provincia        | Electores | Alcalde(sa) titular            | Partido político | Partido político                | Alcalde(sa) electo(a)      | Partido político | Partido político                |
| ---------------- | --------- | ------------------------------ | ---------------- | ------------------------------- | -------------------------- | ---------------- | ------------------------------- |
| Lima             | 2 423 806 | Eduardo Orrego Villacorta      |                  | Acción Popular                  | Alfonso Barrantes Lingán   |                  | Izquierda Unida                 |
| Arequipa         | 281 726   | José Villalobos Ampuero        |                  | Izquierda Unida                 | Luis Bragagnini Zapater    |                  | Partido Aprista Peruano         |
| Callao           | 254 962   | Ricardo Muelle Maturana        |                  | Acción Popular                  | Miguel Monteverde Win      |                  | Partido Aprista Peruano         |
| Trujillo         | 253 225   | Jorge Torres Vallejo           |                  | Partido Aprista Peruano         | Luis Santa María Calderón  |                  | Partido Aprista Peruano         |
| Chiclayo         | 189 407   | Flavio Núñez Izaga             |                  | Partido Aprista Peruano         | Guillermo Baca Aguinaga    |                  | Partido Aprista Peruano         |
| Huancayo         | 152 150   | Luis Carlessi Bastarrachea     |                  | Acción Popular                  | Saúl Muñoz Menacho         |                  | Izquierda Unida                 |
| Piura            | 142 239   | Francisco Hilbck Eguiguren     |                  | Acción Popular                  | Luis Paredes Maceda        |                  | Partido Aprista Peruano         |
| Santa            | 128 746   | Juan Valdivia Romero           |                  | Partido Aprista Peruano         | Julio Geldrés Aguilar      |                  | Partido Aprista Peruano         |
| Chancay          | 119 553   | Genaro Verano Conde            |                  | Acción Popular                  | José Asenjo Cárdenas       |                  | Partido Aprista Peruano         |
| Chincha          | 100 159   | José Avilés Márquez            |                  | Acción Popular                  | César Chávez Espino        |                  | Partido Aprista Peruano         |
| Cusco            | 96 529    | Hernán Monzón Vásquez          |                  | Acción Popular                  | Daniel Estrada Pérez       |                  | Izquierda Unida                 |
| Maynas           | 93 697    | Luis Lozano Lozano             |                  | Acción Popular                  | José Valera Suárez         |                  | Partido Aprista Peruano         |
| Ica              | 78 289    | José Barco Massa               |                  | Acción Popular                  | Rosa Zárate Sánchez        |                  | Partido Aprista Peruano         |
| Sullana          | 72 930    | Jaime Burneo Arrese            |                  | Acción Popular                  | Fernando Bell Houghton     |                  | Partido Aprista Peruano         |
| Puno             | 71 543    | Jaime Ardiles Franco           |                  | Izquierda Unida                 | Jaime Ardiles Franco       |                  | Izquierda Unida                 |
| Lambayeque       | 68 388    | Ángel Gonzales Castro          |                  | Partido Aprista Peruano         | José Anteparra Castro      |                  | Partido Aprista Peruano         |
| Chucuito         | 60 218    | Zacarías Cárdenas Zapana       |                  | Frente Nacional de Trabajadores | Román Catacora Contreras   |                  | Izquierda Unida                 |
| Cajamarca        | 60 135    | Víctor Noriega Valera          |                  | Partido Aprista Peruano         | Carlos Malpica Rivarola    |                  | Partido Aprista Peruano         |
| Cañete           | 58 669    | Walter Ruiz Tovar              |                  | Acción Popular                  | David Palti Solano         |                  | Partido Aprista Peruano         |
| Tacna            | 57 108    | Guillermo Silva Flor           |                  | Acción Popular                  | Grover Pango Vildoso       |                  | Partido Aprista Peruano         |
| Pacasmayo        | 56 577    | Virgilio Purizaga Aznarán      |                  | Partido Aprista Peruano         | Virgilio Purizaga Aznarán  |                  | Partido Aprista Peruano         |
| Jauja            | 54 351    | Otto Núñez Zárate              |                  | Acción Popular                  | Diego Gutiérrez Orihuela   |                  | Izquierda Unida                 |
| Huánuco          | 50 387    | Luis Seijas Rengijo            |                  | Acción Popular                  | Mardonio Apac Palomino     |                  | Partido Aprista Peruano         |
| Coronel Portillo | 49 477    | Manuel Vásquez Valera          |                  | Izquierda Unida                 | Manuel Vásquez Valera      |                  | Izquierda Unida                 |
| Tarma            | 49 207    | Pedro Baldeón Pantoja          |                  | Unión Nacional Odriísta         | César Botetano Miraval     |                  | Acción Popular                  |
| Huamanga         | 48 748    | Víctor Jáuregui Mejía          |                  | Acción Popular                  | Leonor Zamora Concha       |                  | Partido de Integración Nacional |
| Pasco            | 48 095    | Victoria Ynami de Vicuña       |                  | Acción Popular                  | César Córdova Sinche       |                  | Partido Aprista Peruano         |
| Azángaro         | 46 213    | Edmundo Núñez Vásquez          |                  | Frente Nacional de Trabajadores | Luis Cotacallapa Gutiérrez |                  | Acción Popular                  |
| Huaral           | 46 124    | Melchor Cárdenas Vásquez       |                  | Acción Popular                  | Augusto Ramírez Bonifacio  |                  | Lista Independiente N° 3        |
| Talara           | 45 005    | Luis Romero Agurto             |                  | Partido Aprista Peruano         | Luis Romero Agurto         |                  | Partido Aprista Peruano         |
| Andahuaylas      | 44 151    | Camilo Abuhadba Abedrado       |                  | Acción Popular                  | Camilo Abuhadba Abedrado   |                  | Acción Popular                  |
| Morropón         | 40 692    | José Távara Pasapera           |                  | Izquierda Unida                 | José Távara Pasapera       |                  | Izquierda Unida                 |
| Otuzco           | 40 276    | José Castañeda Villanueva      |                  | Partido Aprista Peruano         | Bernabé Anticona Sánchez   |                  | Partido Aprista Peruano         |
| Huaraz           | 40 009    | Víctor Valenzuela Guardia      |                  | Izquierda Unida                 | Julio Gonzales Rios        |                  | Izquierda Unida                 |
| Pisco            | 39 992    | Diego Molina Saravia           |                  | Izquierda Unida                 | Alberto Casavilca Escate   |                  | Partido Aprista Peruano         |
| Huancané         | 39 975    | Cirilo Huanca Linares          |                  | Frente Nacional de Trabajadores | Marcos Yupanqui Vilca      |                  | Izquierda Unida                 |
| Chota            | 38 051    | Abel Carbajal Pérez            |                  | Acción Popular                  | Segundo Vásquez Vásquez    |                  | Partido Aprista Peruano         |
| Huancavelica     | 37 404    | Taciano Girón Rojas            |                  | Izquierda Unida                 | César Hermosa Guerra       |                  | Izquierda Unida                 |
| San Román        | 36 487    | Luis Cáceres Velásquez         |                  | Frente Nacional de Trabajadores | Marcos Valencia Toledo     |                  | Frente Nacional de Trabajadores |
| San Martín       | 34 587    | Reiser Gómez Gómez             |                  | Acción Popular                  | Salomón Yengle Rodríguez   |                  | Partido Aprista Peruano         |
| Dos de Mayo      | 33 961    | Oriol Mendoza Dávila           |                  | Acción Popular                  | Constantino Alvárez Mejía  |                  | Izquierda Unida                 |
| Yauli            | 33 374    | Julio Barrios Barrera          |                  | Acción Popular                  | Luis Boluarte Necochea     |                  | Izquierda Unida                 |
| Bagua            | 32 317    | Adolfo Mori Rojas              |                  | Partido Aprista Peruano         | Claudio Cumpa Morales      |                  | Partido Aprista Peruano         |
| Tayacaja         | 32 313    | Humberto Pacheco Cabezas       |                  | Acción Popular                  | Rodrigo Zuasnábar Donayre  |                  | Izquierda Unida                 |
| Jaén             | 32 021    | Régulo Oblitas Guevara         |                  | Acción Popular                  | Luis Pita Gastelumendi     |                  | Partido Aprista Peruano         |
| Tumbes           | 30 689    | Numa Cabrera García            |                  | Acción Popular                  | Ricardo Flores Dioses      |                  | Partido Aprista Peruano         |
| Canchis          | 30 476    | Wilfredo Cisneros Cadenas      |                  | Acción Popular                  | Manuel Infantas Capatinta  |                  | Frente Nacional de Trabajadores |
| Sánchez Carrión  | 28 760    | Róger Gastañaduí Risco         |                  | Partido Aprista Peruano         | Fernando Galarreta Paredes |                  | Partido Aprista Peruano         |
| La Convención    | 28 381    | Jorge Altamirano Andrade       |                  | Acción Popular                  | Isauro Jordán Castillo     |                  | Izquierda Unida                 |
| Chanchamayo      | 28 353    | Mario La Rosa Sanz             |                  | Lista Independiente N° 9        | Mario La Rosa Sanz         |                  | Acción Popular                  |
| Cutervo          | 28 168    | Luis Rivera Vásquez            |                  | Acción Popular                  | Salomón Vilchez Murga      |                  | Acción Popular                  |
| Nasca            | 27 848    | Aroldo Corzo Catalán           |                  | Partido Aprista Peruano         | Aroldo Corzo Catalán       |                  | Partido Aprista Peruano         |
| Lucanas          | 27 671    | Pablo Rodríguez Fernández      |                  | Acción Popular                  | Javier Castillo Bellido    |                  | Partido Aprista Peruano         |
| Huarochirí       | 27 528    | Francisco León Palomino        |                  | Acción Popular                  | Alcides Lozano RodrÍguez   |                  | Izquierda Unida                 |
| Abancay          | 21 740    | Glicerio Carrión Soria         |                  | Acción Popular                  | Luis Barra Pacheco         |                  | Izquierda Unida                 |
| Mariscal Nieto   | 20 958    | Cristala Constantinides Rosado |                  | Izquierda Unida                 | Giuseppe Baldi Cogo        |                  | Partido Popular Cristiano       |
| Chachapoyas      | 16 747    | Napoleón Mendoza Jiménez       |                  | Acción Popular                  | Raquel Rosales de Román    |                  | Partido Aprista Peruano         |
| Moyobamba        | 10 872    | César Arévalo Seijas           |                  | Acción Popular                  | Raúl Acosta Rengifo        |                  | Partido Aprista Peruano         |
| Tambopata        | 7 930     | María Faki de Herrera          |                  | Acción Popular                  | Simón Horna Mejía          |                  | Lista Independiente N° 3        |